# 魏義天
魏義天（1969年11月5日—）是一位法國歷史學家，專長粟特及中世紀中亞歷史的研究。特別是伊斯蘭教征服中亞前後這段時期的經濟同社會狀況，即4至9世紀之間。

## 生平
魏義天於1969年11月5日出生在法國勃艮第首府第戎，1990年進入巴黎高等師範學院求學，獲國家人文社科比賽二等獎。翌年取得巴黎第一大學的哲學執業學位和巴黎第四大學的歷史執業學位。此後，他繼續學習歷史，於1992年以「據薩拉曼卡手稿看愛爾蘭聖人傳」（L’Hagiographie irlandaise d’après le Codex de Salamanque）這一主題取得巴黎第十大學的中古早期歷史碩士學位，並於1993年獲得史學一級教師資格。1995年，他以「六世紀歷史：聖經史與六至八世紀的史學史」（Histoire du sixième âge : le passé biblique et l’historiographie du VIᵉ au VIIIᵉ siècle）主題獲得中古早期歷史的高等深入研究文憑，於同年開啓其教師-指導員生涯，成為法國國立東方語言文化學院的臨時助教和研究助手，教授俄國史、中亞史和伊斯蘭教史。
1999年，魏義天在高等研究應用學院通過《粟特商人史》（Histoire des marchands sogdiens）論文答辯，並於2000年9月成為該學院講師，專門講授中世紀中亞史。2006年在巴黎第十大學以「中亞的精英群體（5至10世紀）：社會史隨筆」（Élites d’Asie centrale (Vᵉ–Xᵉ siècle) : Essais d’histoire sociale）這一主題取得特許任教資格，2011年成為社會科學高等學院的研究主任。

## 著述
- - 《粟特商人史》，王睿/譯，桂林：廣西師範大學出版社，313頁，2012
  - 《粟特商人史》，王睿/譯，新北市：華藝學術出版社，500頁，2015（該書亦有英、日譯本）